# Херингсдорф (Восточный Гольштейн)
Херингсдорф (нем. Heringsdorf) — община в Германии, в земле Шлезвиг-Гольштейн.
Входит в состав района Восточный Гольштейн. Подчиняется управлению Ольденбург-Ланд. Население составляет 1029 человек (на 31 декабря 2010 года). Занимает площадь 29,42 км².